# Universitas Hasanuddin
Universitas Hasanuddin – indonezyjska uczelnia publiczna w Makasarze (prowincja Celebes Południowy). Została założona w 1956 roku.

## Wydziały
- Fakultas Farmasi
- Fakultas Hukum
- Fakultas Ilmu Budaya
- Fakultas Ilmu Kelautan dan Perikanan
- Fakultas Ilmu Sosial dan Ilmu Politik
- Fakultas Kedokteran
- Fakultas Kedokteran Gigi
- Fakultas Kehutanan
- Fakultas Kesehatan Masyarakat
- Fakultas Peternakan
- Fakultas Teknik
- Fakultas Ekonomi dan Bisnis
- Fakultas Matematika dan Ilmu Pengetahuan Alam

Źródło: .